# Saison 2007 de l'équipe cycliste Rabobank
L'équipe cycliste Rabobank , participait en 2007 au ProTour.

## Déroulement de la saison
L'équipe s'annonce en forme quand Óscar Freire gagne le Trofeo Mallorca le 11 février. Il confirme en gagnant Milan-San Remo. Thomas Dekker gagne le Tour de Romandie. Lors du Tour de France, Michael Rasmussen remporte 2 étapes mais son équipe le disqualifie.

## Effectif
| Cycliste            | Date de naissance | Nationalité | Équipe 2006                  |
| ------------------- | ----------------- | ----------- | ---------------------------- |
| Mauricio Ardila     | 12.05.1979        | Colombie    | Rabobank                     |
| Michael Boogerd     | 28.05.1972        | Pays-Bas    | Rabobank                     |
| Léon van Bon        | 28.01.1972        | Pays-Bas    | Davitamon-Lotto              |
| Jan Boven           | 28.02.1972        | Pays-Bas    | Rabobank                     |
| Graeme Brown        | 09.04.1979        | Australie   | Rabobank                     |
| Thomas Dekker       | 06.09.1984        | Pays-Bas    | Rabobank                     |
| Theo Eltink         | 27.11.1981        | Pays-Bas    | Rabobank                     |
| Juan Antonio Flecha | 17.09.1977        | Espagne     | Rabobank                     |
| Rick Flens          | 11.04.1983        | Pays-Bas    | Rabobank Equipe Continentale |
| Óscar Freire        | 15.02.1976        | Espagne     | Rabobank                     |
| Robert Gesink       | 31.05.1986        | Pays-Bas    | Rabobank Equipe Continentale |
| Bram de Groot       | 18.12.1974        | Pays-Bas    | Rabobank                     |
| Mathew Hayman       | 20.04.1978        | Australie   | Rabobank                     |
| Max van Heeswijk    | 02.03.1973        | Pays-Bas    | Discovery Channel            |
| Pedro Horrillo      | 27.09.1974        | Espagne     | Rabobank                     |
| Dmitry Kozontchuk   | 05.04.1984        | Russie      | Rabobank Equipe Continentale |
| Sebastian Langeveld | 17.01.1985        | Pays-Bas    | Skil-Shimano                 |
| Gerben Löwik        | 29.06.1977        | Pays-Bas    | Rabobank                     |
| Marc de Maar        | 15.02.1984        | Pays-Bas    | Rabobank                     |
| Denis Menchov       | 25.01.1973        | Russie      | Rabobank                     |
| Koos Moerenhout     | 05.11.1973        | Pays-Bas    | Phonak                       |
| Grischa Niermann    | 03.11.1975        | Allemagne   | Rabobank                     |
| Joost Posthuma      | 08.03.1981        | Pays-Bas    | Rabobank                     |
| Michael Rasmussen   | 01.06.1974        | Danemark    | Rabobank                     |
| Kai Reus            | 11.03.1985        | Pays-Bas    | Rabobank                     |
| Thorwald Veneberg   | 16.10.1977        | Pays-Bas    | Rabobank                     |
| William Walker      | 31.10.1985        | Australie   | Rabobank                     |
| Pieter Weening      | 05.04.1981        | Pays-Bas    | Rabobank                     |

## Victoires
Victoires sur le ProTour
| Date       | Course                                           | Pays    | Classe | Vainqueur         |
| ---------- | ------------------------------------------------ | ------- | ------ | ----------------- |
| 24/03/2007 | Milan-San Remo                                   | Italie  | PT     | Óscar Freire      |
| 06/05/2007 | 5e étape du Tour de Romandie (contre-la-montre)  | Suisse  | PT     | Thomas Dekker     |
| 06/05/2007 | Classement général du Tour de Romandie           | Suisse  | PT     | Thomas Dekker     |
| 25/05/2007 | 5e étape du Tour de Catalogne (contre-la-montre) | Espagne | PT     | Denis Menchov     |
| 21/06/2007 | 6e étape du Tour de Suisse                       | Suisse  | PT     | Thomas Dekker     |
| 15/07/2007 | 8e étape du Tour de France                       | France  | PT     | Michael Rasmussen |
| 25/07/2007 | 16e étape du Tour de France                      | France  | PT     | Michael Rasmussen |
| 02/09/2007 | 2e étape du Tour d'Espagne                       | Espagne | PT     | Óscar Freire      |
| 05/09/2007 | 5e étape du Tour d'Espagne                       | Espagne | PT     | Óscar Freire      |
| 06/09/2007 | 6e étape du Tour d'Espagne                       | Espagne | PT     | Óscar Freire      |
| 10/09/2007 | 10e étape du Tour d'Espagne                      | Espagne | PT     | Denis Menchov     |
| 10/09/2007 | 2e étape du Tour de Pologne                      | Pologne | PT     | Graeme Brown      |

Victoires sur les Circuits continentaux
| Date       | Course                                                 | Pays       | Classe | Vainqueur           |
| ---------- | ------------------------------------------------------ | ---------- | ------ | ------------------- |
| 11/02/2007 | Trofeo Mallorca                                        | Espagne    |        | Óscar Freire        |
| 13/02/2007 | Trofeo Pollença                                        | Espagne    |        | Thomas Dekker       |
| 19/02/2007 | 1re étape du Tour de Californie                        | États-Unis |        | Graeme Brown        |
| 19/02/2007 | 2e étape du Tour d'Andalousie - Ruta del Sol           | Espagne    |        | Óscar Freire        |
| 20/02/2007 | 3e étape du Tour d'Andalousie - Ruta del Sol           | Espagne    |        | Max van Heeswijk    |
| 22/02/2007 | 5e étape du Tour d'Andalousie - Ruta del Sol           | Espagne    |        | Óscar Freire        |
| 22/02/2007 | Classement général du Tour d'Andalousie - Ruta del Sol | Espagne    |        | Óscar Freire        |
| 09/03/2007 | 3e étape du Tour de Murcie                             | Espagne    |        | Graeme Brown        |
| 21/03/2007 | Nokere Koerse                                          | Belgique   |        | Léon van Bon        |
| 01/04/2007 | Flèche brabançonne                                     | Belgique   |        | Óscar Freire        |
| 02/06/2007 | 4e étape du Tour de Belgique                           | Belgique   |        | Robert Gesink       |
| 23/06/2007 | Classement général du Ster Elektrotoer                 | Pays-Bas   |        | Sebastian Langeveld |
| 28/07/2007 | 4e étape du Tour de Saxe                               | Allemagne  |        | Joost Posthuma      |
| 29/07/2007 | Classement général du Tour de Saxe                     | Allemagne  |        | Joost Posthuma      |
| 04/08/2007 | 4e étape B du Tour du Danemark (CLM)                   | Danemark   |        | Rick Flens          |
| 20/09/2007 | 2e étape du Drei-Länder-Tour                           | Allemagne  |        | Thomas Dekker       |
| 22/09/2007 | 4e étape du Drei-Länder-Tour                           | Allemagne  |        | Thomas Dekker       |
| 23/09/2007 | Classement général du Drei-Länder-Tour                 | Allemagne  |        | Thomas Dekker       |

Championnats nationaux
| Date       | Course                             | Pays     | Classe | Vainqueur       |
| ---------- | ---------------------------------- | -------- | ------ | --------------- |
| 01/07/2007 | Championnat des Pays-Bas sur route | Pays-Bas |        | Koos Moerenhout |

## Classements UCI ProTour

### Individuel
| Rang | Coureur             | Points |
| ---- | ------------------- | ------ |
| 5    | Óscar Freire        | 182    |
| 6    | Denis Menchov       | 172    |
| 18   | Thomas Dekker       | 95     |
| 27   | Robert Gesink       | 71     |
| 39   | Michael Boogerd     | 57     |
| 53   | Juan Antonio Flecha | 42     |
| 136  | Max van Heeswijk    | 7      |
| 168  | Graeme Brown        | 5      |
| 234  | Mathew Hayman       | 1      |

### Équipe
L'équipe Rabobank a terminé à la 8e place avec 300 points.